# Uh Huh Her
Uh Huh Her – amerykański zespół grający muzykę rock/electropop założony w styczniu 2007. Nazwa zespołu została zaczerpnięta z nazwy albumu PJ Harvey pt. Uh Huh Her.

## Członkowie zespołu
Camila Grey, niegdyś członkini rockowego zespołu Mellowdrone, nigdy nie występowała solo przed wstąpieniem do Uh Huh Her. Zdarzało jej się jednak grać na gitarze basowej czy klawiszach z takimi artystami jak Dr. Dre, Busta Rhymes, Kelly Osbourne oraz na trasie koncertowej The Glam Nation Tour na której artystą był Adam Lambert.
Leisha Hailey wcześniej przez wiele lat występowała z zespołami The Murmurs i GUSH, jednak swoją karierę muzyczną odłożyła na bok gdy dostała rolę Alice Pieszecki w amerykańskim serialu The L Word.

## Dyskografia
24 lipca 2007 wydany został minialbum (EP) I See Red zapowiadający pierwszy długogrający album zespołu Common Reaction. Płyta "I See Red" dostępna była głównie w wersji cyfrowej za pośrednictwem internetowego serwisu iTunes, a jedynie limitowana liczba faktycznych płyt została wydana. Do cyfrowej wersji albumu dodana została bonusowa piosenka Mystery Lights.
1. I See Red (EP) - 24 lipca 2007
2. Common Reaction (LP) - 27 kwietnia 2008
3. Black And Blue (EP) - 19 kwietnia 2011
4. Nocturnes (LP) 11 października 2011

## Adresy zewnętrzne
- Oficjalna strona
- Oficjalny kanał Youtube